# John Lone
John Lone, également appelé Zun Long (尊龍, Dzyn Lung en cantonais) est un acteur sino-américain, né Ng Kwok-leung le 13 octobre 1952 à Hong Kong.

## Biographie
Orphelin très tôt, c'est grâce à sa seule ténacité qu'il intègre dès l'âge de dix ans la Chin Ciu Academy de Hong Kong, une école d'opéra chinois.
Ainsi, il y apprend l'art de la comédie, du chant, de la poésie, du mime, les arts martiaux, la danse, l'acrobatie...
À l'âge de 18 ans, il décide de partir aux États-Unis et s'établit à Los Angeles où il trouve rapidement des petits rôles dans les séries télévisées.
Vers le début des années 1980, il déménage à New York ; il y obtient un Obie Award (Off-Broadway Theater Award) pour sa performance dans une œuvre de David Henry Hwang (en). Cela lui permet d'être remarqué et de figurer au casting de films tels que L'Année du dragon ou Le Dernier Empereur. Il se retrouve aussi dans des productions indépendantes comme The Moderns et M. Butterfly.
Parallèlement au cinéma, il poursuit avec succès une carrière de chanteur au Japon, et dirige sa propre ligne de cosmétiques.

## Filmographie

### Cinéma
- 1976 : King Kong de John Guillermin : le cuisinier
- 1979 : Americathon (en) de Neal Israel
- 1984 : Iceman
- 1985 : L'Année du dragon (Year of the Dragon) de Michael Cimino : Joey Tai
- 1987 : Echoes of Paradise
- 1987 : Le Dernier Empereur (L'ultimo imperatore ) de Bernardo Bertolucci : l'empereur Puyi
- 1988 : The Moderns
- 1991 : Shadow of China
- 1993 : Shanghai 1920
- 1993 : M. Butterfly de David Cronenberg : Song Liling
- 1994 : The Shadow
- 1995 : La Proie (The Hunted)
- 1997 : Task Force
- 2001 : Rush Hour 2
- 2004 : Zi yu zi le
- 2005 : Paper Moon Affair
- 2007 : Rogue : L'Ultime Affrontement

### Télévision
- 1979 : Huit, ça suffit !
- 1979 : Kate Bliss and the Ticker Tape Kid (en)

## Récompenses
- Lifetime Achievement Award, Hollywood Capri Film Festival (1997)
- The Rabbit Ears Collection: Five Chinese Brothers, narrates this tale (1995)
- 50 Most Beautiful People, chosen by People Magazine (1990)
- Nominated Independent Spirit Award, Best Supported Male Actor: The Moderns (1989)
- Golden Globe Nomination, Best Actor in a Motion Picture - Drama: The Last Emperor (1988)
- Golden Globe Nomination, Best Performance by an Actor in a Supporting Role in a Motion Picture: Year of the Dragon (1986)
- Obie Award, Dance and the Railroad (1981)
- Obie Award, F.O.B (1981)